# Stade de Torrero
Le Stade de Torrero (en espagnol : Estadio de Torrero), était un stade de football espagnol situé dans la ville de Saragosse, en Aragon.
Le stade, doté de 15 020 places et inauguré en 1923, servait d'enceinte à domicile aux équipes de football de l'Iberia Sport Club et du Real Saragosse.

## Histoire
Le Stade de Torrero (du nom du quartier dans lequel il était situé) est inauguré le 7 octobre 1923 lors d'une rencontre entre l'Iberia SC et Osasuna (victoire 4-1 de l'Iberia).

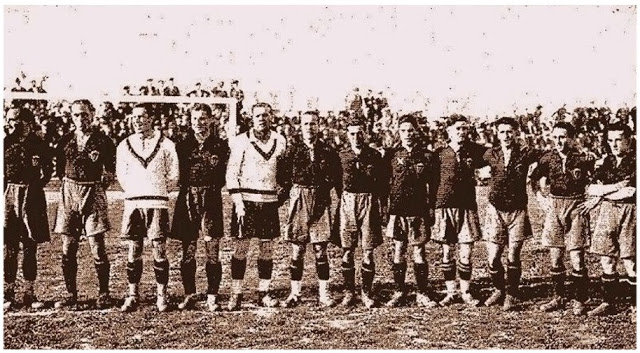
Match amical Espagne-France en 1929 dans le stade de Torrero.

En 1927, le stade, alors doté de 8 000 places, accueille la finale de la Copa Del Rey 1927 entre le Real Unión de Irun et l'Arenas de Getxo. L'Estadio de Torrero est alors à cette époque un des principaux stades de football de tout le pays.
En 1932, il devient le nouveau stade à domicile de l'équipe principale de la ville, le Real Saragosse (qui fait alors passer la capacité du stade a 15 020 spectateurs en 1943), qui utilisera le stade jusqu'en 1957, année à laquelle le club déménage dans le Stade de La Romareda.
Le 11 septembre 1949, durant un match du Real Saragosse comptant pour la 1re journée de seconde division, une partie du toit de la tribune s'effondre à cause de la pluie, causant un mort et de nombreux blessés.
Le dernier match disputé dans le stade fut une rencontre le coupe le 28 avril 1957 entre le Real Saragosse et la Real Sociedad. Le stade ferme ses portes en 1957.
Le stade devient ensuite la propriété de la mairie de Saragosse, qui fait entamer les travaux de démolition du stade dans les années 1970 (démolition définitivement terminée en 1986. Aujourd'hui figure à la place du stade la bibliothèque municipale Fernando Lázaro.

## Événements
- 15 mai 1927 : Finale de la Coupe d'Espagne : Real Unión (1-0) Arenas Club.
- 14 avril 1929 : Rencontre amicale : Espagne (8-1) France[6]